# Jovent
Jovent, va ser una publicació d'humor en català editada a Igualada els anys 1910 i 1911 i, en una segona època, l'any 1916.

## 1ª època
Portava el subtítol Periòdic humorístic i també Quincenal dedicat a Igualada.
La redacció i l'administració era a la llibreria de Miquel Jordana, al carrer d'Òdena, núm. 1. S'imprimia al taller de Julià Dòria, al carrer del Montseny, núm. 20, a Gràcia, Barcelona. El número 1 es va publicar el 15 de setembre de 1910 i l'últim, el 9, el 15 de gener de 1911. Tenia vuit pàgines, a dues columnes, amb un format de 32 x 22 cm.
El grup que redactava aquesta publicació s'autoanomenava La Colla i en el primer número, deien: No’ns prenem res a la valenta. Ens ho mirem tot pel cantó risible..., creiem que totes les coses valen almenys una rialla.
És molt semblant al tipus d'humor de la revista Joves Tristos, de la qual podria ser una continuació. Segons Clarión, pseudònim d'Antoni Carner Borràs, apareció "Jovent", con los mismos redactores de Gatzara, que arremetieron con mucha mayor dureza y bastante menos humor, contra los mismos gerifaltes -vulgo patums- de la politiquilla local.
Tots els articles van signats amb pseudònims, però sembla que redactaven aquesta publicació: Pere Borràs Estruch, Joan Tomàs i Josep Morera i Mestre.

## 2ª època
Portava el subtítol Periòdic agredolç i també Desenal dedicat a Igualada.
La redacció i l'administració era al carrer de Tallers, núm. 6, de Barcelona. S'imprimia al taller de Gibert i Vives, al carrer Nou de Sant Francesc, núm. 22, també de Barcelona. Tenia vuit pàgines, a dues columnes, amb un format de 34 x 24 cm. El primer número va sortir el 10 de març de 1916 i el darrer, el 2, el 30 de març del mateix any.
Deien en el primer número: "Pretenem obrar amb aquell desenfado, malícia i poca-vergonya que distingiren i caracteritzaren a Jovent en sa primera època". Més endavant afegien: "En Paco Jordana, l'estimadíssim amic ha retornat de l'exili on el dugueren l'ignominiós caciquisme godonista i la covardia i poca virilitats del qui estaven al seu costat". Era un periòdic satíric "izquierdista". Parlant de la guerra europea manifestaven "En el bèl·lic i monstruós debat que actualment sostenen les nacions d'Europa, Jovent es declara francòfil irreductible. Això vol dir que desitja el triomf de les nacions al·liades i espera la derrota del Kaiser i dels seus exèrcits".
Ela articles editorials estaven redactats per La Colla, com en la primera època. La resta d'articles anaven signats amb pseudònims com Pere de l'Espelt, Jofre i Marrameu.

## Localització
- Biblioteca Central d'Igualada. Plaça de Cal Font. Igualada (col·lecció completa i relligada).